# Buddy Starcher
Buddy Starcher (* 16. März 1906 in Kentuck, West Virginia als Obey Edgar Starcher; † 2. November 2001 in Harrisonburg, Virginia) war ein US-amerikanischer Country-Musiker. Starchers größter Hit war History Repeats Itself.

## Leben

### Kindheit und Jugend
Buddy Starcher wurde in einem kleinen Ort nahe Ripley, West Virginia, geboren. Später zog die Familie nach Craigsville im Nicholas County, wo Starcher seinen Vater zu Barn Dances begleitete. Von seinem Vater lernte er auch Gitarre zu spielen. Bereits 1928 hatte er seinen ersten Radioauftritt bei WFBR in Baltimore.

### Karriere
In den nächsten Jahren zog Starcher durch das Land und war in Washington, D.C., North Carolina, Virginia, Iowa, Pennsylvania und West Virginia zu hören. Während Starcher um 1934 in Charleston, West Virginia, bei WCHS arbeitete, organisierte er die Old Farm Hour, eine Live-Country-Show mit weiteren später national bekannten Country-Musikern. Als Starcher WCHS verließ, übernahm Moderator Frank Welling seine Position.
In den 1940er-Jahren schloss er sich dem Ensemble des Sagebrush Roundups aus West Virginia an. In den nächsten Jahren war er weiterhin bei vielen verschiedenen Radiosendern engagiert. Er begann seine eigenen Songs zu schreiben, spielte seine ersten Titel – trotz seiner bereits hohen Popularität im Radio – aber erst 1946 für Four Star Records ein. 1949 hatte er bei Four Star seinen ersten Hit mit I’ll Still Write Your Name In The Sand, der Platz acht der Billboard Country-Charts erreichte. Weitere Hits blieben ihm aber zunächst versagt.
Anfang der 1950er-Jahre stieg Starcher von Radio- auf Fernsehauftritte um. Er hatte Engagements in Miami und Harrisonburg und hatte 1949 und 1950 für Columbia Records einige Singles aufgenommen, die aber nicht in die Charts einstiegen. 1954 spielte er eine Single für DeLuxe Records ein und stand ab 1959 für Starday unter Vertrag. Ab 1960 hatte er auf WCHS-TV seine eigene, erfolgreiche, TV-Sendung.

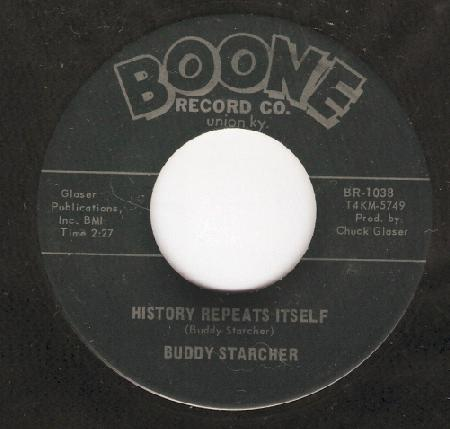
History Repeats Itself, 1966

1966 kam dann sein großer Hit. Er war zu Boone Records gewechselt und hatte den selbstgeschriebenen Song History Repeats Itself aufgenommen, der die Geschichten der US-Präsidenten Abraham Lincoln und John F. Kennedy und deren Parallelen erzählt. Die Single kam bis auf Platz zwei der Country-Charts und schaffte auch den Einstieg in die nationalen Top-100 auf Platz 39. Trotz des Erfolges schaffte Starcher es nicht, sich als ständigen Hitsänger zu etablieren.
Danach wurde es ruhiger um Starcher. 1966 endete seine Fernsehshow und 1967 nahm er seine letzte Single auf. 1987 erschien seine Biographie. Buddy Starcher starb 2001 im Alter von 95 in Harrisonburg. Namhafte Country-Künstler wie Red Sovine, Mac Wiseman, Lee Moore, Sleepy Jeffers und Smiley Sutter gaben an, von Starcher beeinflusst worden zu sein. Bereits 1984 und 1985 veröffentlichte Cattle Records in Deutschland Starchers Aufnahmen erneut.

## Diskografie

### Singles
| Jahr                 | Titel | #       | Anmerkungen                          |
| -------------------- | --- | ------- | ------------------------------------ |
| Four Star Records    | |         |                                      |
| 1946                 | Faded Rose a Broken Heart / Bless Your Little Heart | 1111    |                                      |
| 1946                 | It’s Risky To Gone So Long / Song of the Waterwheel | 1112    |                                      |
| 1946                 | I Won’t Worry, I Won’t Care / Fire In My Heart | 1113    |                                      |
| 1947                 | Wildwood Flower / Bless Your Little Heart, No.2 | 1143    |                                      |
| 1947                 | I Will Miss You Tonight / In Memory of Halloween | 1144    |                                      |
| 1947                 | Darling What More Can I Do / I Still Write Your Name In the Sand | 1145    |                                      |
| 1947                 | You Can’t Break The Chains of Love / They Say | 1146    |                                      |
| 1948                 | Darling What More Can I Do / You Can’t Break These Chains of Love | 1263    |                                      |
| 1957                 | EP - Boy from Down Home | EP-21   |                                      |
| Columbia Records     | |         |                                      |
| 1949                 | I Planted a Rose In the Garden of Prayer / Isn’t He Wonderful | 20634   |                                      |
| 1949                 | New Wildwood Flower / Walk Lightly, You’re Stepping On My Heart | 20643   |                                      |
| 1950                 | Beyond The Sunset / Are You Facing The World All Alone | 20666   |                                      |
| 1950                 | Colored Child’s Funeral / Oh Leave One Token Of Your Heart | 20680   |                                      |
| 1950                 | I’ll Forgive Dear But Never Forget / My Old Pal of Yesterday | 20723   |                                      |
| DeLuxe Records       | |         |                                      |
| 1954                 | I Was Tryin’ Then / Don’t Call No More | 2025    |                                      |
| Starday Records      | |         |                                      |
| 1959                 | Battle of New Orleans / Pale Wildwood Flower | 45-439  |                                      |
| 1959                 | Billy the Kid / Running Away From The Blues | 45-460  |                                      |
| 1959                 | Ace of Hearts / Crying | 45-471  |                                      |
| 1961                 | EP - Original Wildwood Flower - Cumberland Gap Medley - After I Lost That Job - Pale Wildwood Flower - I’ll Still Write Your Name in the Sand - Battle of New Orleans | SEP-158 |                                      |
| 1963                 | Man Who Rode The Hog Around The World / My Little Girl’s Letter to Khrus                                                                                              | NV-5102 | veröffentlicht bei Nashville Records |
| 1966                 | Little Red Riding Hood / Ace of Hearts | 45-763  |                                      |
| Boone Records        | |         |                                      |
| 1966                 | History Repeats Itself / Sniper’s Hill | BR-1038 |                                      |
| Decca Records        | |         |                                      |
| 1966                 | Day of Decision / Payer’s Money | 31974   |                                      |
| 1966                 | Last Supper / Fall of a Nation | 32012   |                                      |
| Heartwarming Records | |         |                                      |
| 1967                 | What Then / When Payday Comes | HW-5069 |                                      |

### Alben
- 1962: Buddy Starcher & his Mountain Guitar
- 1966: History Repeats Itself! (Starday)
- 1966: History Repeats Itself! (Decca)
- 1967: Buddy Starcher Volume 1
- 1967: Country Sould and Inspiration
- 1978: Country Love Songs (D, Bear Family)
- 1984: The Boy From Down Home (D)
- 1985: Pride of the West Virginia Hills (D)
- 1985: Me and My Guitar